# Muntanyes Selwyn
Les muntanyes Selwyn són una serralada del nord del Canadà, a la frontera entre el territori del Yukon i els Territoris del Nord-oest. A l'est hi ha les muntanyes Mackenzie i a l'extrem nord-oest la serralada Brooks. Al sud-oest hi ha l'altiplà del Yukon. El seu cim principal és el Keele Peak de 2.952 msnm.
Rep el nom d'Alfred Richard Cecil Selwyn, director del Servei Geològic de Victòria de 1852 a 1869, director del Servei Geològic del Canadà (GSC) de 1869 a 1894 i president de la Royal Society del Canadà de 1895 a 1896.